# Richard Rush
Richard Rush (29 tháng 8 năm 1780 - 30 tháng 7 năm 1859) là một chính trị gia và luật sư người Mỹ đến từ Pennsylvainia. Ông là Bộ trưởng Tư pháp Hoa Kỳ thứ 8 dưới thời hai Tổng thống James Madison và James Monroe và là Bộ trưởng Ngân khố Hoa Kỳ thứ 8 dưới thời hai Tổng thống John Quincy Adams và Andrew Jackson. Ông đã từng là Quyền Bộ trưởng Ngoại giao Hoa Kỳ dưới thời Tổng thống James Monroe, Đại sứ quán Hoa Kỳ tại Vương quốc Anh do Tổng thống James Monroe bổ nhiệm, và ông cũng từng là Đại sứ quán Hoa Kỳ tại Pháp do Tổng thống James Knox Polk bổ nhiệm.